# Diana Trask
Diana Roselyn Trask (Melbourne, 23 giugno 1940) è una cantante australiana.

## Biografia
Dopo aver vinto il talent show TV Quest nel 1958, negli anni 60 Diana Trask è stata cantante regolare per programmi statunitensi come Don McNeill's Breakfast Club e Sing Along with Mitch. Nello stesso periodo ha firmato un contratto discografico con la Columbia Records, avviando una carriera musicale country durata circa tre decenni: ha accumulato tre ingressi nella Kent Music Report, diciotto nella Hot Country Songs e ha piazzato cinque album nella classifica statunitense dedicata al genere country. Ai Grammy Awards 1969 ha ricevuto una candidatura grazie al singolo I Fall to Pieces. Ad inizio anni 80 si è ritirata dall'industria musicale per prendersi cura del marito Thom Ewen, che era stato colpito da un ictus, vivendo dapprima ai Caraibi e poi a Woodbine fino al 2009, anno della morte di Ewen.

## Discografia

### Album in studio
- 1961 – Diana Trask
- 1961 – Diana Trask on TV with Mitch Miller's Sing Along Chorus
- 1965 – Just for You
- 1969 – Miss Country Soul
- 1969 – From the Heart
- 1971 – Diana's Country
- 1972 – Diana Trask Sings About Loving
- 1973 – It's a Man's World
- 1974 – Lean It All on Me
- 1975 – The Mood I'm In
- 1976 – Believe Me Now or Believe Me Later
- 1981 – One Day at a Time
- 1985 – Footprints
- 2010 – Country Lovin'
- 2014 – Daughter of Australia
- 2016 – Memories Are Made of This (con Dave Owens)

### Raccolte
- 1974 – Diana Trask's Greatest Hits
- 1974 – Lean It All on Me
- 1975 – Diana Trask's Greatest Hits
- 1977 – Join the Country Club
- 1977 – The ABC Collection
- 1986 – Country Bumpkin

### Singoli
- 1958 – Going Steady
- 1959 – Lover Is Another Name for Fool
- 1960 – A Guy Is a Guy
- 1960 – Long Ago Last Summer
- 1960 – Our Language of Love
- 1961 – Waltzing Matilda
- 1964 – Too Young
- 1965 – The Road to Gundagai
- 1968 – Lock, Stock and Teardrops
- 1968 – Hold What You've Got
- 1969 – You Got What It Takes
- 1969 – Children
- 1969 – I Fall to Pieces
- 1970 – Beneath Still Waters
- 1971 – The Last Person to See Me Alive
- 1971 – The Chokin' Kind
- 1971 – We've Got to Work It Out Between Us
- 1972 – It Meant Nothing to Me
- 1973 – Say When
- 1973 – It's a Man's World (If You Have a Man Like Mine)
- 1973 – When I Get My Hands on You
- 1974 – Lean It All on Me
- 1974 – (If You Wanna Hold On) Hold on to Your Man
- 1974 – Oh Boy
- 1975 – There Has to Be a Loser
- 1975 – Cry
- 1976 – Let's Get Down to Business
- 1977 – Waltzing Matilda
- 1980 – Rising Above It All
- 1980 – Mothers and Daddies
- 1981 – This Must Be My Ship
- 1981 – Stirrin' Up Feelings
- 1981 – Never Gonna Be Alright